# Lijst van burgemeesters van Nieuwenhagen
Dit is een lijst van burgemeesters van de voormalige Nederlandse gemeente Nieuwenhagen tot die gemeente op 1 januari 1982 opging in de nieuwe gemeente Landgraaf.
| Ambtsperiode | Naam burgemeester            | Partij of stroming | Bijzonderheden                                                                            |
| ------------ | ---------------------------- | ------------------ | ----------------------------------------------------------------------------------------- |
| 1815 - 1818  | Jan Gerard (J.G.) Kemmerling |                    |                                                                                           |
| ?            |                              |                    |                                                                                           |
| 1825 - 1843? | M.J. Keijbets                |                    |                                                                                           |
| 1843 - 1873  | J.W. Boermans                |                    |                                                                                           |
| 1873 - 1902  | P.M.W.H.J. Jongen            |                    |                                                                                           |
| 1902 - 1917  | L. Dohmen                    |                    | tevens burgemeester van Eygelshoven (1886-1919)                                           |
| 1917 - 1928  | J.W.M. Loyson                |                    | tevens burgemeester van Eygelshoven (1919-1928)                                           |
| 1928 - 1933  | Mr. J.E.M.L.H. Geradts       |                    | later burgemeester van Maasbracht                                                         |
| 1933 - 1938  | Mr. A.M.H. Janssen           |                    | later burgemeester van Venray                                                             |
| 1938 - 1941  | J.Ph. Coonen                 |                    | eerder burgemeester van Munstergeleen                                                     |
| 1942 - 1944  | W.J. Beckers                 | NSB                |                                                                                           |
| 1944 - 1946  | J.Ph. Coonen                 |                    | later burgemeester van Limbricht                                                          |
| 1947 - 1953  | Theo (Th.J.M.) Gijsen        | KVP                | eerder waarnemend burgemeester van Stein, later burgemeester van Horst, Kerkrade en Venlo |
| 1953 - 1961  | Majel (M.M.L.G.M.) Custers   | KVP                | later burgemeester van Venray en Roermond                                                 |
| 1961 - 1973  | Hub (H.Th.) Vrouenraets      | KVP                | eerder burgemeester van Margraten, later burgemeester van Schaesberg en Stein             |
| 1973 - 1978  | Ed (E.W.M.) Meijer           | KVP / CDA          |                                                                                           |
| 1978 - 1982  | Hub (H.J.) Jongen            |                    | waarnemend                                                                                |